# Sólo con tu pareja
Sólo con tu pareja is een Mexicaanse romantische komedie film uit 1991 en was het regiedebuut van Alfonso Cuarón. De film ging op 9 september 1991 in première op het Internationaal filmfestival van Toronto. De film was genomineerd voor vier Ariels en won de prijs voor best originele scenario. 

## Plot
Een rokkenjager wordt valselijk gediagnosticeerd met aids door een jaloerse geliefde en wordt verliefd op een vrouw die even suïcidaal is als hij.